# 高田英子
高田 英子（たかだ えいこ、1969年10月17日 - ）は、ボイスワークス所属のフリーアナウンサー。

## 人物・略歴
- 群馬県前橋市出身。駒澤大学経営学部卒業後、1993年北海道文化放送（以下UHB）に入社。
- フジテレビ系『めざましテレビ』リポーターを長く務めた。
- 2001年12月31日付で同社を退社。同年11月2日のめざまし北海道での中継が最後の出演となった。

## エピソード
- 入社してすぐ深夜の番組宣伝番組『ヤル娘と、なす子と。uhb』を担当。
- 1994年秋、ナインティナイン雨上がり決死隊がUHBの改編特番に出演した際、後輩の丸岡いずみとAIR-Gの水本香里と共に“ブラ”を結成し、オリジナルソング「負けないで恋!秋はチャ!チャ!チャ!」を披露した」。
- 1997年1月、後輩の丸岡いずみ・千葉朱里・竹中美彩と共に“オモシロガールズ”を結成した。これは、UHB開局25周年のキャッチコピー「おもしろ万年」によるものであり、キャンペーンソング『おもしろ万年』&『ずっとそばに、いたいから』を歌い、UHBの放送開始のオープニングやエンディングに使用されただけではなく、Go!Go!25周年のCMもにも起用された。
  - 後にこの曲は300枚限定でCD化され、1997年4月13日に、札幌三越デパートで握手会を兼ねたチャリティー販売イベントを行った。会場前には長蛇の列ができ、わずか10分ほどで完売している。
  - 翌年の1998年1月から、UHBのキャッチコピーが「おもしろ万年堂」と変えられ、オモシロガールズは解散。解散にあたりCMが作成された。その年のさっぽろ雪まつり(2月開催)で一回限りのファイナルコンサートを披露した（振付は土居甫が担当）。
  - 前述のオモシロガールズと後輩アナの加藤寛（現在の『めざましテレビ』中継担当）とで土曜夕方6時から『土曜こんばんら!』のメイン司会を担当。
- 『めざましテレビ』（フジテレビ）では放送初期から北海道からの中継を最も長く務めた（2代目。初代は米山みつアナ）。1999年の8月16日 - 8月20日までの1週間、当時サブ司会だった小島奈津子の夏期休暇に伴い、代理を務めたこともある。地方局アナが『めざましテレビ』のサブ司会を張ったのは、高田が初である。
- 翌年の2000年5月1日をもって、めざましテレビを降板。『のりゆきのトークDE北海道』のアシスタントになる。
- 2000年、130Rの北海道初メイン番組『爆走☆130R』を開始。アシスタントを担当。
- 2001年春、久々の深夜番組となる『すったびもんだ』出演。メインはMoGaの5人で、高田はスタッフと酒を飲みながら旅について語る役どころであった。
- 2001年、めざまし北海道のMCとなる（高田にとって最後のメインMC番組）。
- 2001年11月2日、退社の際、自身がMCを担当した『めざまし北海道』内リクエストコーナーで桑田佳祐の『白い恋人達』をリクエストした。
- UHB退職後、アナウンサー役として美少女戦士セーラームーンに出演した。
- 『めざましテレビ』には、退社してからも「北海道の達人」として出演し、函館を紹介した。

## 出演番組
- めざましテレビ（中継リポーター）
- めざまし北海道